# 金姫
金姫（きんひめ、生年不詳 - 元禄16年（1703年））は、阿波徳島藩第3代藩主・蜂須賀光隆の正室。父は播磨龍野藩主・小笠原長次。母は側室の利相院。兄弟には小笠原長章、小笠原長勝などがいる。阿波徳島藩第2代藩主・蜂須賀忠英の正室・齢昭院は叔母にあたる。

## 生涯
播磨龍野藩主・小笠原長次と側室の利相院の長女として生まれる。後に従兄弟である阿波徳島藩第3代藩主・蜂須賀光隆へ嫁ぐ。また、小笠原家は、徳島藩前藩主の正室・齢昭院に続いて2代に渡り蜂須賀家へ娘を嫁がせた。 
明暦2年（1656年）、光隆との間に長男・蜂須賀綱通を出産。また、光隆の弟である蜂須賀隆重の娘（井伊直興婚約者）を養女とした。